# Brašna
Brašna je specializovaná taška, aktovka, pouzdro či kabela určená pro snadné a bezpečné přenášení přístrojů, nářadí, náčiní a různých pomůcek (například školních, řemeslnických, sportovních, lékařských, obchodních). 
Obvykle bývá vyrobena z usně, umělé kůže nebo koženky. Pro přenášení bývá opatřena uchem pro úchop rukou a popruhem resp. řemenem pro snadné nošení na rameni. Podobně jako aktovka bývají větší brašny vybaveny klopnou, někdy opatřené s aktovkovým zámkem nebo řemínky s přezkami (zde záleží předevšín účelu). 
Specializované brašny se používají pří jízdě na jednostopých dopravních prostředcích (jízdní kola, motocykly) nebo při delší jízdě na koni (terénní jezdectví).

## Příklady speciálních brašen
- taška na notebook, brašna určená pro přenosné počítače - například notebooky
- fotografická brašna, brašna pro nošení a přenášení fotoaparátu s příslušenstvím
- lékařská brašna, brašna pro lékaře pracující mimo zdravotnické zařízení v terénu
- zdravotnická brašna, brašna sloužící pro zdravotníky a záchranáře poskytující první pomoc apod.
- školní brašna resp. školní aktovka - ruční zavazadlo pro děti a mládež vhodné pro přenášení školních pomůcek - knih, sešitů, psacích potřeb, svačiny, oblečení na tělocvik apod.
- aktovka, specializovaná brašna pro přenášení různých písemností případně kancelářských potřeb apod.
- pracovní brašna respektive brašna na pracovní nářadí - obvykle větší zavazadlo užívané nejčastěji řemeslníky určené pro snadné přenášení pracovních pomůcek a nářadí
- sedlová brašna - doplněk jezdeckého sedla určený pro transport drobnějších předmětů při jízdě na koni
- sportovní brašna - brašna pro určená přenos a transport různého drobného sportovního náčiní a oblečení
  - cyklistická brašna